# Yankiel León
Yankiel León Alarcon (ur. 26 kwietnia 1982 w Jobabo) – kubański bokser, wicemistrz olimpijski, brązowy medalista mistrzostw świata.
Występuje na ringu w wadze koguciej. Zdobywca srebrnego medalu w igrzyskach olimpijskich w 2008 roku w Pekinie.
W 2009 roku podczas mistrzostw świata amatorów w Mediolanie zdobył brązowy medal w kategorii do 54 kg.